# Platyzosteria morosa
Platyzosteria morosa är en kackerlacksart som beskrevs av Robert Walter Campbell Shelford 1909. Platyzosteria morosa ingår i släktet Platyzosteria och familjen storkackerlackor. Inga underarter finns listade i Catalogue of Life.